# (33040) Pavelmayer
1997 SO25 (asteroide 33040) é um asteroide da cintura principal. Possui uma excentricidade de 0.09596720 e uma inclinação de 2.78685º.
Este asteroide foi descoberto no dia 28 de setembro de 1997 por Marek Wolf em Ondřejov.